# Apschyzja
Die Apschyzja (ukrainisch Апшиця; russisch Апшица Apschiza, tschechisch Apšice oder Apšica, ungarisch Apsa oder Apsica) ist ein 39 km langer, rechter Nebenfluss der Theiß in der Karpatenukraine im Südwesten der Ukraine.
Der Fluss mit einem Einzugsgebiet von 226 km² entspringt am Südhang des 1512 m hohen Berges Apezka (Апецька) der Waldkarpaten im Rajon Rachiw der Oblast Transkarpatien. Er fließt zunächst bis zum Dorf Werchnje Wodjane nach Süden. Dort wendet er sich nach Südwesten bis zum Dorf Serednje Wodjane, um dort weiter in westliche Richtung zu fließen. Ab dort verläuft er, parallel zur einige Kilometer südlich fließenden Theiß, an Nyschnja Apscha vorbei, um im Rajon Tjatschiw, bei Hruschowo in der historischen Region Maramureș, in die Theiß zu münden.
Das Gefälle der Apschyzja beträgt 23 m je km.

## Nebenflüsse
Rechts: Hlybokyj Potik (Глибокий Потік), Länge: 15 km
Links: Tewschtschak (Тевщак), Länge: 16 km
sowie weitere kleinere Gebirgsbäche wie der Bezkou (Бецкоу), auch Hlybokyj Potik genannt.